# ایمزبری
latitudeایمزبریlongitudeایمزبری
اِیمزبری (به انگلیسی: Amesbury) یک شهرک در بریتانیا است که در انگلستان واقع شده‌است.

## خصوصیات
ایمزبری ۸٬۹۰۷ نفر جمعیت دارد.